# Invasió francesa d'Algèria
La invasió francesa d'Algèria començà el 14 de juny del 1830 amb el desembarcament del general Bourmont a Staoueli, després de derrotar el 19 i el 24 les tropes algerianes, i la presa d'Alger el 5 de juliol i el 4 de gener del 1831 la d'Orà. Varen  convertir Algèria en una colònia de l'Imperi francés fins al 1962, any en què el país recuperaria la seua independència després d'una llarga i cruenta guerra que havia començat el 1954.

## Context

Les wilaya (províncies) d'Alger. El Dar-es-Soltane era la part directament controlada pel dey

L'excusa d'aquesta conquesta, per part de l'estat francés, era combatre i destruir la pirateria comesa durant segles per les poblacions araboamazics contra els europeus, capturats per a ser reduïts a l'esclavitud física (els hòmens) i sexual (les dones), amb la finalitat d'assegurar Europa i les costes mediterrànies, així com alliberar els civils europeus esclavitzats mantinguts captius.
Les parts costaneres i muntanyenques d'Algèria estaven controlades per la Regència d'Alger. La  Regència, tot i que nominalment era part de l'Imperi otomà, actuava independentment del soldà otomà. El dey governava la Regència, però només va exercir control directe al voltant d'Alger, amb els beis (governants) establert a l'oest, centre i est del país. La resta del territori (inclosa gran part de l'interior), tot i que nominalment controlat per Alger, efectivament era sota control de dirigents autòcton amazics i àrabs, que normalment actuaven com a vassalls del dey, tot i que no sempre. Al nord del Sàhara, alguns regnes oasis com ara el Sultanat de Tuggurt, estaven controlats pels beis. Les parts internes del Sàhara només foren reclamades pel dey, mentre que en realitat estaven completament controlades per confederacions tribals i regnes més petits com el de Kel Ahaggar. El dey estava secundat, o en alguns casos controlat, pels geníssers de l'Odjak d'Alger, malgrat que el seu poder fou molt limitat després del 1817. El territori limitava a l'oest amb el Sultanat del Marroc i a l'est amb el Beilicat de Tunísia. La frontera occidental, el riu Tafna, era particularment porosa perquè hi havia connexions tribals compartides que la creuaven.
La Regència d'Alger fou una de les principals bases dels pirates i del comerç d'esclaus de Barbaria que atacaven vaixells europeus i assentaments costaners de la Mediterrània i l'Atlàntic nord. La Regència d'Alger vivia del comerç d'esclaus o béns capturats d'Europa,  Amèrica i Àfrica subsahariana. Les potències europees hi bombardejaren Alger en diferents ocasions en represàlia i els Estats Units provocaren les guerres de Barbaria per a posar fi al cors algerià contra la navegació europea.
La invasió d'Algèria començà els darrers dies de la Restauració borbònica a l'estat francés per Carles X. El seu objectiu era posar fi al cors de Barbaria i augmentar la popularitat entre el poble francés, particularment a París, on vivien molts veterans de les guerres napoleòniques. El tràfic d'esclaus algerià i la pirateria cessaren després que els francesos envaïren Alger.

### Fan Affarir
El 1795-1796, la República Francesa contractà la compra de blat per a l'exèrcit francés a dos comerciants jueus d'Alger. Els comerciants, que tenien deutes amb Hussein ibn Hussein, el dey d'Alger, deien que no podien pagar pas aquests deutes fins que l'estat francés els en pagués els seus. El dey va negociar sense èxit amb Pierre Deval, el cònsol francés, per a rectificar aquesta situació, i sospitava que Deval col·laborava amb els comerciants en contra seua, sobretot perquè el govern francés no havia fet provisió per a pagar als comerciants. El 1820 el nebot de Deval Alexandre, cònsol a Annaba, va enfurir encara més el dey en enfortir els magatzems francesos d'Annaba i El Kala malgrat els acords previs.

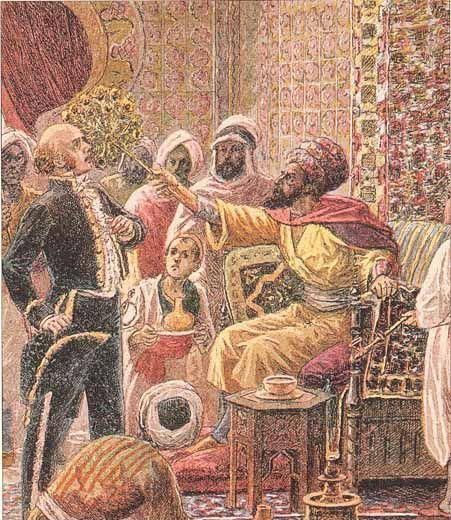
El "Fan Affair", que es va convertir en invasió

Després d'una polèmica reunió el 29 d'abril del 1827 en la qual Deval es negà a proporcionar respostes satisfactòries, el dey va colpejar a Deval amb el seu batedor. Carles X va utilitzar aquest desfavor contra el seu representant per a demanar primer una disculpa al dey i després començar un bloqueig contra el port d'Alger. El bloqueig durà tres anys i anà sobretot en detriment dels comerciants francesos que no podien fer negocis amb Alger, mentre que els pirates de Barbaria encara podien evadir el bloqueig. Quan l'estat francés el 1829 envià un ambaixador al dey amb una proposta de negociació, aquest li respongué amb foc de canó cap a un dels vaixells bloquejadors. Els francesos van decidir llavors que es requeria una acció més contundent.
Després del fracàs de la visita de l'ambaixador, Carles X va nomenar com a primer ministre Jules de Polignac, un conservador ultrarealista de la línia dura. Això indignà l'oposició liberal francesa, que llavors tenia una majoria en la Cambra de Diputats. Polignac va obrir negociacions amb Muhàmmad Alí Paixà d'Egipte per a dividir el nord d'Àfrica. Alí, encara que nominalment vassall dels otomans, finalment rebutjà aquesta idea. A mesura que l'opinió popular continuava alçant-se contra Polignac i el rei, van decidir que una victòria en política exterior com la captura d'Alger tornaria a canviar l'opinió a favor seu.

## Invasió d'Alger, guerra contra la Regència

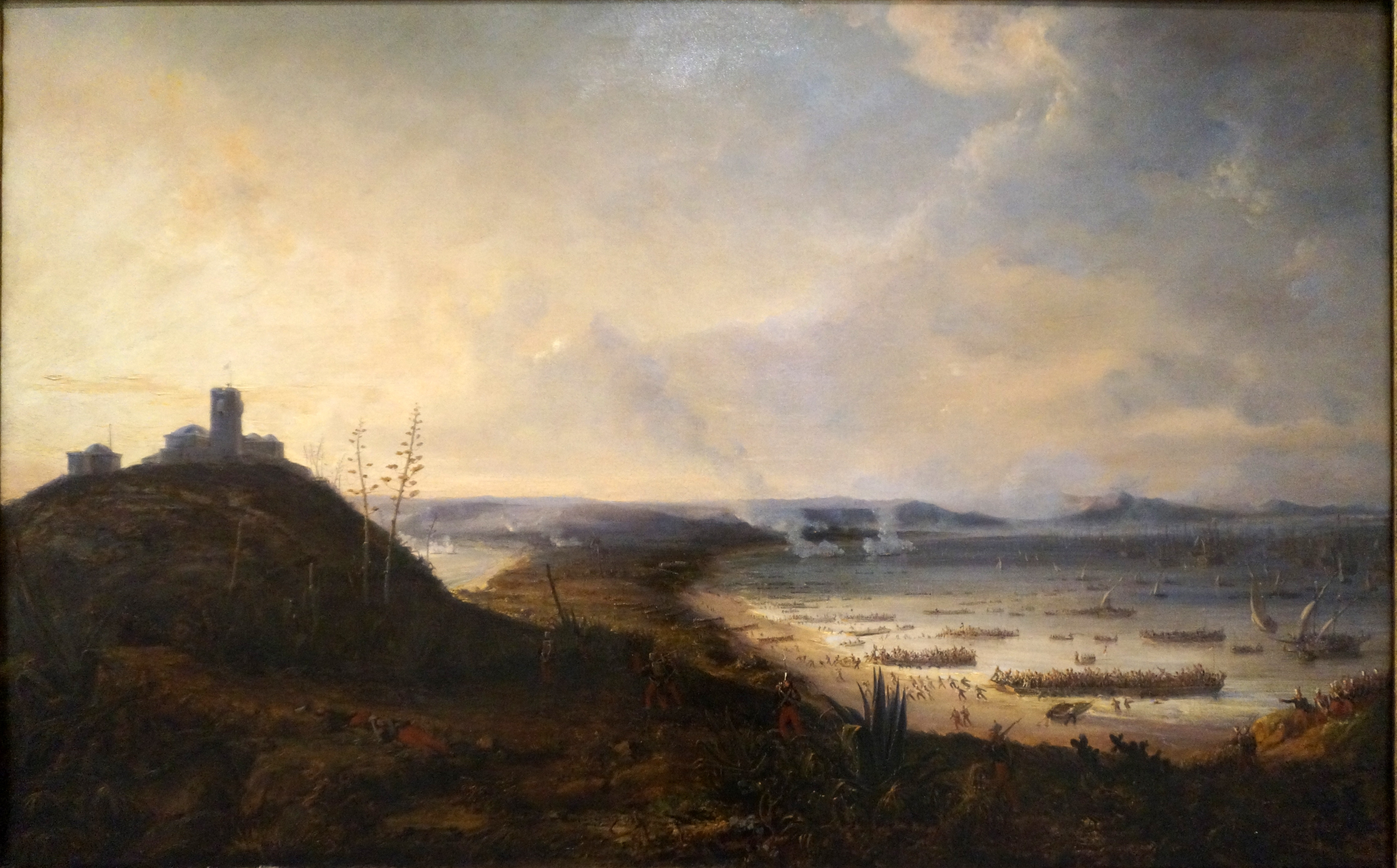
A Sidi Ferruch per Pierre-Julien Gilbert

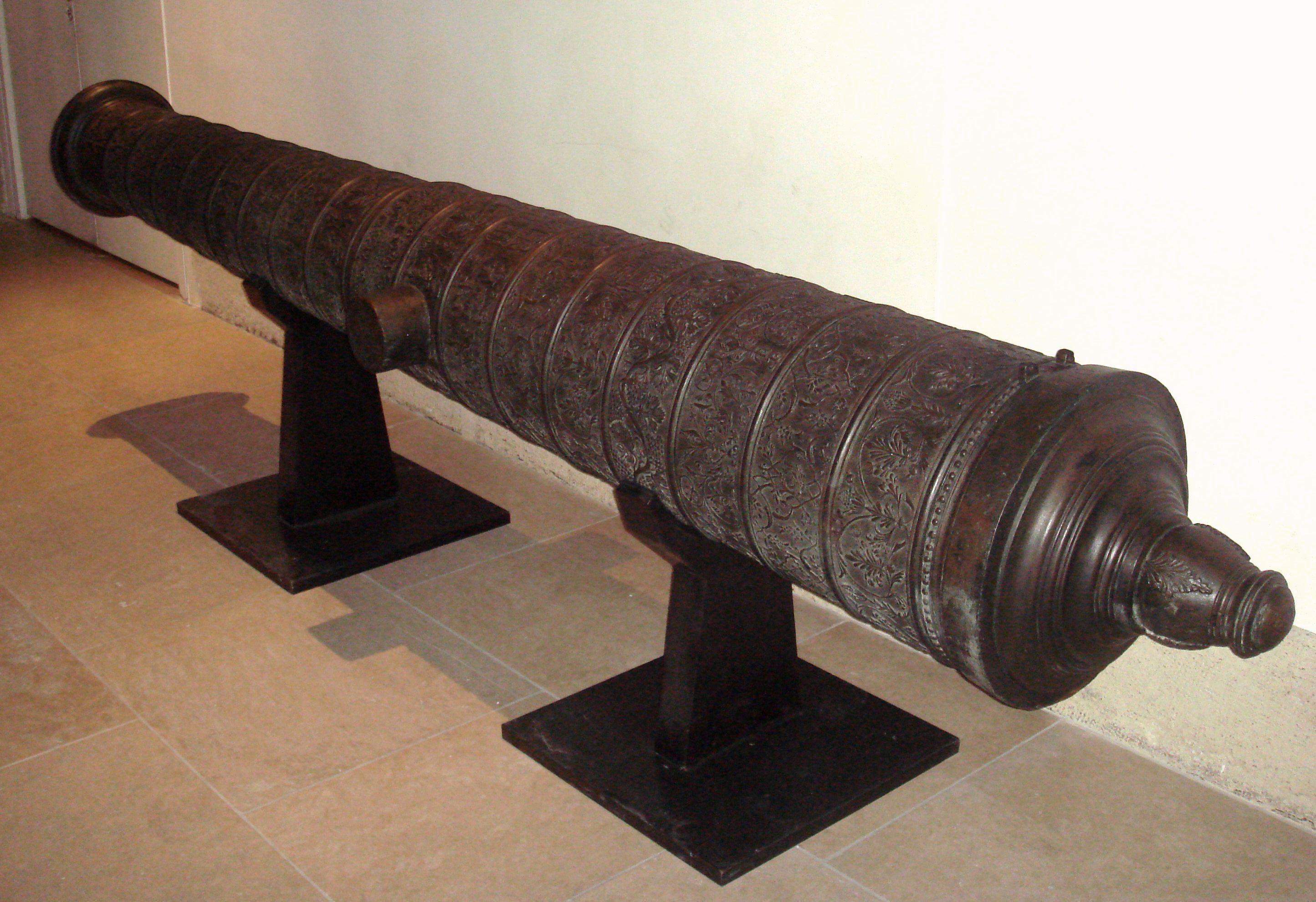
Canó otomà, longitud: 385 cm, calibre: 178 mm, pes: 2910, projectil de pedra, fundat el 8 d'octubre de 1581 a Alger, confiscat pels francesos a Alger el 1830. Museu de l'Armada de París

L'almirall Duperré va prendre el comandament a Toló d'una armada de 600 vaixells i després es va dirigir cap a Alger. Seguint un pla per a la invasió d'Algèria desenvolupat originalment sota Napoleó el 1808, el general de Bourmont desembarcà 34.000 soldats a 27 km a l'oest d'Alger, a Sidi Ferruch, el 14 de juny del 1830. Per a enfrontar-se als francesos, els dey van enviar 7.000 geníssers, 19.000 soldats dels beis de Constantina i d'Orà, i unes 17.000 cabiles amazics.

## Baixes
Entre els 1839 i 1849, 15.000 francesos i 285.000 algerians van morir durant la invasió francesa d'Algèria.